# Barwick (Norfolk)
Barwick is een civil parish in het bestuurlijke gebied King's Lynn en West Norfolk, in het Engelse graafschap Norfolk met 21 inwoners.